# Asszírok
Asszírok alatt egy ókori mezopotámiai, az akkád nyelv egyik dialektusát beszélő, majd nyelvcsere folytán arámi nyelvet beszélő népet, illetve egy mai, keresztény kultúrájú, szír nyelvű, a Közel-Kelet északi régiójában élő népet értünk.
A mai asszírokat szíreknek is nevezik. Saját szír nyelvű elnevezésük ma általában ܐܬܘܪ̈ܝܐ, aturaje, vagyis „asszírok”, illetve szuraje vagy szurjoje, azaz „szírek”. Az „asszír” név csak a 20. században terjedt el, korábban a „szír” népnév volt az általános. Egy-egy kisebb csoportjuk aráminak, illetve káldnak vallja magát. A kaukázusi országokban, illetve Oroszországban élő csoportjaikat ajszoroknak nevezik (oroszul: айсоры), ami az asszír név egy változata.

## Az ókori és mai asszírok azonossága

A mai Asszíria zászlaja (zászlók)

Az ókori és mai asszírok közötti rokonságról megoszlanak a vélemények. Az egyik felfogás szerint a mai asszírok az ókori asszírok közvetlen leszármazottjai. Mások vitatják a kontinuitást a két nép között, ezen értelmezés szerint asszírok megnevezéssel korszaktól függően két népre utalhatunk: egy ókori mezopotámiaira, mely az akkád nyelv egyik nyelvjárását beszélte, illetve egy keresztény kultúrájú maira, mely szír nyelvű, a Közel-Kelet északi régiójában él, és az ókori nép leszármazottjának vallja magát.
Komoróczy Géza nemzetközileg elismert ókor-kutató véleménye szerint kevés népnév van, amely olyan hosszú idő óta él folyamatosan, mint az asszíroké. A Merneptah és III. Ramszesz fáraók felirataiban az i. e. 13./12. században említett népek közül ma már csak Izrael eleven. A hellénesz háromezer éve, Homérosz és Hésziodosz óta a görögök – törzsek és városállamok fölötti – ön-megnevezése. A szanszkritból ismert árja szó országnévként csak Iránban jelent meg az i. sz. első évezredben, ebből származik Irán hagyományos perzsa neve: Érán. Ha ezeknek a régi ország- és népneveknek a kontinuitását nézzük, az asszír biztosan egyike a legrégibbeknek. S ma is van közösség, amely asszírnak nevezi magát, joggal: bizonyos értelemben kontinuus a történeti asszírokkal. Az asszír ma is használatos, élő népnév, egy a nemzetté alakulás felé haladó vagy legalábbis erre törekvő népcsoport neve. Kialakulásának, fennmaradásának története az ókori kelet évezredeitől máig ível.

## Történelem

### Az újkori asszírok
Az asszír népirtás (szírül: ܣܝܦܐ, ejtsd: szajfo; törökül: Süryani Soykırımı) az Oszmán Birodalom történetének végén, az első világháború idején, 1914 és 1918 között zajlott, az ifjútörökök uralma alatt. Észak-Mezopotámia (Tur Abdin és Sziirt régiók), a mai Északkelet-Törökország (Hakkari és Van tartomány), valamint a mai Irán Urmia tartományának asszír lakosságát a török és kurd haderők deportálták és népirtást követtek el ellenük. A kínzások és kivégzések során becslések szerint mintegy 275 000 ember (köztük nők, öregek és gyerekek) vesztette életét (Lásd még: örmény népirtás.)
A népirtás elől nagy tömegekben vándoroltak az európai országokba és Észak-Amerikába, létrehozva az asszír diaszpórát. Míg az I. világháború előtt az asszírok fele a mai Törökország délkeleti részén (elsősorban Hakkari tartományban) élt, a modern Törökországban alig maradtak asszírok (1923-ban csupán 30 000 volt a számuk). A 20. század második felében a libanoni polgárháború, az iráni iszlám köztársaság elnyomó politikája és az iraki diktatúra miatt újabb tömegeik hagyták el szülőföldjüket. Ezért ma az asszír nép mintegy negyede a diaszpórában él.
2018-ban Szíriában 1000 főre tették a számukat.

## Nyelv
Az ókori asszírok eredeti nyelve az Asszíriában beszélt akkád nyelv volt. Az i. e. 8. században kezdett elterjedni az arámi nyelv (óarámi), és a – feliratos leletanyag alapján – az i. sz. 1. századra a hagyományaihoz ragaszkodó állami és vallási adminisztrációból is teljesen kiszorította az akkádot.
A mai asszírok anyanyelve az újarámi nyelvek közé tartozó mai szír nyelv (szírül: ܣܘܪܬ, szuret, azaz „szír”), pontosabban annak asszír és káld dialektusa, amelyek a középarámi nyelvekhez tartozó középkori klasszikus szír nyelv mai utódai. A mai asszírok általában kétnyelvűek: anyanyelvük mellett beszélik környezetük nyelvét is, ez általában az arab, a perzsa, a török vagy a kurd.

## Vallás

### Modern kor
A mai asszírok többsége keresztény.[forrás?] Túlnyomó részük a következő egyházakhoz tartozik:
- Nesztoriánusok:
  - Asszír keleti egyház
  - Ősi Keleti Egyház (az Asszír keleti egyházból 1964-ben kiszakadt csoport)
- Miafiziták:
  - Szír ortodox egyház
- Katolikusok:
  - szír katolikus egyház
  - káld katolikus egyház
- Protestánsok:
  - Asszír Evangélikus Egyház
  - Asszír Pünkösdista Egyház

Az asszír, szír és káld egyházak liturgikus nyelve a klasszikus szír nyelv, amely a mindennapi életben már nem használatos.

## Híres asszírok

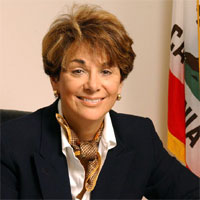
Anna Eshoo, amerikai kongresszusi képviselő

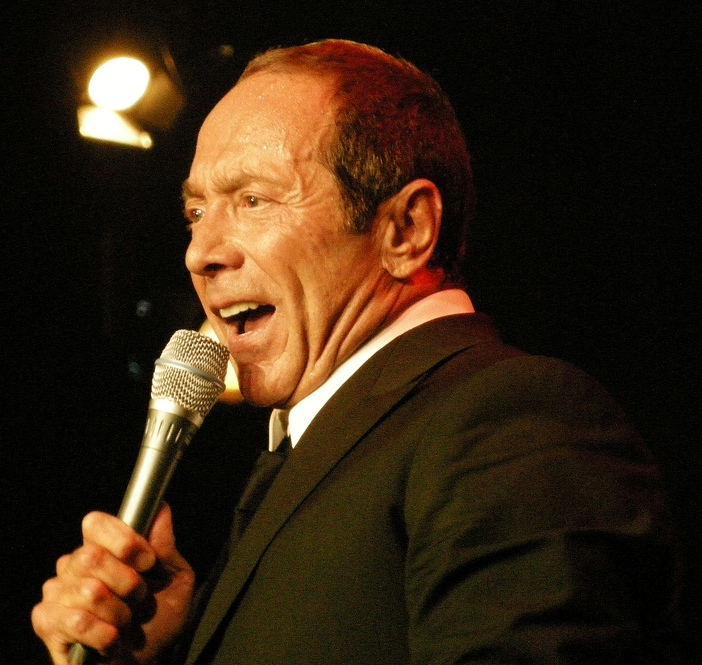
Paul Anka amerikai-kanadai énekes

- IV. Mar Dinkha Khanania, az Asszír keleti egyház pátriárka-katolikosza
- F. Murray Abraham, amerikai színész
- Rosie Malek-Yonan, amerikai színésznő és író
- Andre Agassi, amerikai teniszező (félig örmény)
- Ramona Rina Amiri, Miss Kanada szépségkirálynő, 2005
- Claudia Hanna, Miss Irak szépségkirálynő, 2006
- Tárik Azíz, iraki miniszterelnök-helyettes Szaddám Huszein idején
- Adam Benjamin, amerikai kongresszusi képviselő
- Anna Eshoo, amerikai kongresszusi képviselő
- Helena Guergis, kanadai külügyi államtitkár
- John Nimrod, amerikai szenátor
- Juliana Jendo, amerikai énekesnő
- Fauzi Franso Toma Haríri, iraki ipari miniszter
- Paul Anka, amerikai-kanadai énekes
- Josef Fares, svéd rendező és színész
- Fares Fares svéd színész
- Ibrahim Baylan svéd politikus, korábbi iskolaügyi oktatási miniszter
- III. Mar Emmanuel Delly, a káld katolikus egyház pátriárkája